# Rakitovo (obchtina)
Rakitovo (bulgare : Ракитово) est une obchtina de l'oblast de Pazardjik en Bulgarie.